# Eccellenza Campania 2011-2012
Il campionato italiano di calcio di Eccellenza regionale 2011-2012 è stato il ventunesimo organizzato in Italia. Rappresenta il sesto livello del calcio italiano e il primo a livello regionale.
Come nelle edizioni precedenti, l'Eccellenza Campania fu divisa in due gironi da 16 squadre ciascuno: il girone A comprendeva le squadre della provincia di Napoli, Caserta e Benevento, mentre il girone B vide fronteggiarsi compagini napoletane, salernitane ed avellinesi.

## Stagione

### Novità
Ammissioni, riammissioni e ripescaggi

Al termine della stagione 2010-2011 lasciarono il campionato le promosse CTL Campania, Internapoli Camaldoli, Sarnese 1926 e Serre Alburni (che in estate si fuse con il Gelbison) e le retrocesse Agropoli, Campagna, Rita Ercolano, San Vitaliano, Serino e Stasia. Dalla Serie D retrocedettero l'Atletico Nola e il Sant'Antonio Abate, ma quest'ultimo venne ripescato a completamento organici, mentre furono promosse dalla categoria inferiore Città di Pompei, Montecorvino Rovella, Savoia, Torrecuso, Virtus Carano e Vis San Nicola. A causa della differenza tra ammissioni e retrocessioni in Serie D e alla mancata iscrizione di Alba Sannio, Baratta 2009 e Gelbison si è dovuto ricorrere alle riammissioni. Sono state ammesse Due Principati, Massa Lubrense, Mirabella Eclano, San Giorgio 1926 e sono state ripescate Agropoli e Stasia.
Trasferimento dei titoli sportivi

Nel girone A i titoli sportivi del retrocesso Atletico Nola con sede a Nola, del Real Volturno di Alvignano e dello Striano della città omonima furono trasferiti rispettivamente a San Giorgio a Cremano, a Marcianise e a San Sebastiano al Vesuvio. L'Atletico Nola, pur mantenendo tale denominazione, divenne ufficiosamente noto come Atletico Vesuvio, il Real Volturno si fuse con la scuola calcio Vernal dando vita alla Progreditur Marcianise ed infine lo Striano cambiò ufficialmente denominazione in San Sebastiano.
Nel girone B i titoli sportivi del Real Poseidon di San Valentino Torio, del Solofra della città omonima, dello Sporting Salerno di Salerno e del Vis San Giorgio di Castel San Giorgio furono trasferiti rispettivamente ad Angri, ad Atripalda, a Scafati ed a Cava de' Tirreni. Il Real Poseidon, il Solofra e lo Sporting Salerno, pur mantenendo tali denominazioni, divennero ufficiosamente note rispettivamente come Città di Angri 1980, Città di Atripalda e Sporting Scafati, mentre il Vis San Giorgio cambiò ufficialmente denominazione in Città de la Cava.

### Formula
Al massimo campionato regionale campano partecipano 32 squadre divise in due gironi da 16 ciascuno. Le squadre si affrontano in gare di andata e ritorno, per un totale di 30 incontri per squadra. Sono assegnati tre punti per la vittoria, uno per il pareggio e zero per la sconfitta. Come nelle stagioni precedenti c'è l'obbligo di schierare in campo almeno tre giocatori "giovani", nati nel 1992, 1993 e 1994 (uno per anno).
Al termine della stagione regolare la vincitrice di ciascun girone è ammessa alla Serie D. Sono previsti play-off in due turni, giocati in casa della meglio piazzata, che coinvolgono le squadre classificate dal secondo al quinto posto di ciascun girone; in caso di parità di punteggio dopo 120 minuti passa la squadra che gioca in casa. La vincitrice dei play-off di girone è ammessa alla fase nazionale dei play-off (altri due turni) per l'ammissione alla Serie D. Il turno di play-off tra seconda e quinta o tra terza e quarta non si disputa se la differenza in classifica tra le squadre è pari o superiore ai dieci punti. Inoltre, se la distanza tra la seconda e la terza è pari o superiore a dieci punti, i play-off di girone non vengono disputati e la seconda classificata è ammessa direttamente alla fase nazionale.
Per quanto riguarda le retrocessioni, l'ultima classificata di ciascun girone retrocede direttamente in Promozione. Sono inoltre disputati i play-out a turno unico, giocati in casa della meglio piazzata, tra dodicesima e quindicesima e tra tredicesima e quattordicesima di ciascun girone; le quattro perdenti retrocedono in Promozione ed in caso di parità di punteggio dopo 120 minuti retrocede la squadra che gioca fuori casa. Il turno di play-out non viene effettuato se la differenza tra le due contendenti è pari o superiore a dieci punti. Inoltre, se la distanza tra la dodicesima e la tredicesima è pari o superiore a dieci punti, i play-out di girone non vengono disputati e le classificate al quattordicesimo e quindicesimo posto sono retrocesse direttamente in Promozione.

## Girone A

### Squadre partecipanti
| Club                      | Città                          | Stadio                               | Stagione 2010-2011                               |
| ------------------------- | ------------------------------ | ------------------------------------ | ------------------------------------------------ |
| Atletico Nola             | San Giorgio a Cremano (NA)     | Stadio Raffaele Paudice              | 19° nel Girone I di Serie D                      |
| G. Ferrini Benevento      | Benevento (BN)                 | Stadio Gennaro Meomartini            | 12° in Eccellenza Campania/A                     |
| Gladiator                 | Santa Maria Capua Vetere (CE)  | Stadio Mario Piccirillo              | 11° in Eccellenza Campania/A                     |
| Isola di Procida          | Procida (NA)                   | Stadio Mario Spinetti                | 9° in Eccellenza Campania/A                      |
| Monte di Procida Cappella | Monte di Procida (NA)          | Stadio Vezzuto-Marasco               | 6° in Eccellenza Campania/A                      |
| Napoli Sanità             | Napoli (NA)                    | Stadio San Gennaro dei Poveri        | 7° in Eccellenza Campania/A                      |
| Progreditur Marcianise    | Marcianise (CE)                | Stadio Progreditur                   | 8° in Eccellenza Campania/A (come Real Volturno) |
| Quarto                    | Quarto Flegreo (NA)            | Stadio Castrese Giarrusso            | 9° in Eccellenza Campania/A                      |
| San Giorgio 1926          | San Giorgio a Cremano (NA)     | Stadio Raffaele Paudice              | 11° in Promozione Campania/B                     |
| San Sebastiano            | San Sebastiano al Vesuvio (NA) | Stadio Raffaele Capasso              | 14° in Eccellenza Campania/A (come Striano)      |
| Savoia                    | Torre Annunziata (NA)          | Stadio Alfredo Giraud                | 1° in Promozione Campania/B                      |
| Stasia                    | Sant'Anastasia (NA)            | Stadio Agostino De Cicco             | 15° in Eccellenza Campania/A                     |
| Torrecuso                 | Torrecuso (BN)                 | Stadio G. Ocone (Ponte)              | 1° in Promozione Campania/C                      |
| Virtus Carano             | Sessa Aurunca (CE)             | Stadio Lorenzo Montecuollo (Cellole) | 1° in Promozione Campania/A                      |
| Virtus Volla              | Volla (NA)                     | Stadio Paolo Borsellino              | 2° in Eccellenza Campania/A                      |
| Vis San Nicola            | San Nicola la Strada (CE)      | Stadio Andrea Clemente               | 2° in Promozione Campania/C                      |

### Classifica finale
|  | Pos. | Squadra                   | Pt | G  | V  | N  | P  | GF | GS  | DR   |
|  | ---- | ------------------------- | -- | -- | -- | -- | -- | -- | --- | ---- |
|  | 1.   | Savoia                    | 75 | 30 | 23 | 6  | 1  | 93 | 22  | +71  |
|  | 2.   | Gladiator                 | 69 | 30 | 21 | 6  | 3  | 98 | 26  | +72  |
|  | 3.   | Virtus Carano             | 61 | 30 | 17 | 10 | 3  | 41 | 15  | +26  |
|  | 4.   | Monte di Procida Cappella | 53 | 30 | 16 | 5  | 9  | 48 | 31  | +13  |
|  | 5.   | Torrecuso                 | 47 | 30 | 13 | 8  | 9  | 37 | 35  | +2   |
|  | 6.   | Vis San Nicola            | 45 | 30 | 12 | 9  | 9  | 48 | 34  | +14  |
|  | 7.   | Stasia                    | 44 | 30 | 12 | 8  | 10 | 43 | 36  | +7   |
|  | 8.   | Isola di Procida          | 39 | 30 | 11 | 6  | 13 | 55 | 47  | +8   |
|  | 8.   | Progreditur Marcianise    | 39 | 30 | 10 | 9  | 11 | 34 | 38  | -4   |
|  | 10.  | Napoli Sanità             | 37 | 30 | 8  | 13 | 9  | 29 | 29  | +0   |
|  | 11.  | San Giorgio 1926          | 34 | 30 | 9  | 7  | 14 | 48 | 57  | -9   |
|  | 12.  | Atletico Nola             | 34 | 30 | 9  | 7  | 14 | 36 | 51  | -15  |
|  | 13.  | Virtus Volla              | 33 | 30 | 8  | 9  | 13 | 36 | 45  | -9   |
|  | 14.  | Quarto                    | 30 | 30 | 8  | 6  | 16 | 35 | 42  | -7   |
|  | 15.  | San Sebastiano            | 22 | 30 | 5  | 7  | 18 | 32 | 68  | -36  |
|  | 16.  | G. Ferrini Benevento      | 0  | 30 | 0  | 0  | 30 | 9  | 146 | -137 |

Legenda:

      Promossa in Serie D 2012-2013.

      Retrocesse in Promozione 2012-2013.

      Non iscritta alla stagione successiva.

Note:

Tre punti a vittoria, uno a pareggio, zero a sconfitta.

### Risultati

#### Tabellone
|                           | ATL | G.  | GLA  | ISO | MON | NAP | PRO | QUA | SAN | SAN | SAV  | STA | TOR | VIR | VIR | VIS |
| Atletico Nola             |     | 1-0 | 2-4  | 1-0 | 0-1 | 1-0 | 0-1 | 2-3 | 2-1 | 2-2 | 0-2  | 0-1 | 1-1 | 1-3 | 0-4 | 2-0 |
| G. Ferrini Benevento      | 0-4 |     | 0-11 | 0-6 | 1-5 | 0-6 | 0-3 | 0-5 | 0-3 | 0-1 | 0-16 | 1-6 | 1-3 | 0-3 | 0-3 | 1-7 |
| Gladiator                 | 5-1 | 6-0 |      | 2-0 | 1-2 | 3-0 | 4-0 | 2-1 | 4-1 | 6-0 | 4-1  | 2-2 | 5-1 | 1-2 | 4-0 | 2-0 |
| Isola di Procida          | 2-2 | 7-0 | 2-1  |     | 0-1 | 3-3 | 2-1 | 1-0 | 1-1 | 4-2 | 2-2  | 2-1 | 2-3 | 0-3 | 5-2 | 1-2 |
| Monte di Procida Cappella | 1-2 | 5-0 | 0-4  | 4-3 |     | 4-1 | 2-2 | 1-0 | 0-1 | 5-1 | 1-1  | 0-1 | 0-1 | 2-0 | 1-0 | 3-1 |
| Napoli Sanità             | 1-1 | 1-0 | 0-0  | 0-0 | 1-2 |     | 1-0 | 3-0 | 1-0 | 2-1 | 1-1  | 0-0 | 1-1 | 0-0 | 0-1 | 1-1 |
| Progreditur Marcianise    | 3-1 | 4-0 | 0-3  | 2-1 | 0-3 | 2-0 |     | 3-1 | 2-0 | 3-0 | 0-2  | 3-0 | 0-0 | 2-2 | 1-1 | 0-0 |
| Quarto                    | 3-1 | 2-1 | 1-2  | 1-1 | 1-1 | 0-0 | 1-0 |     | 4-0 | 2-0 | 1-4  | 1-2 | 3-0 | 0-0 | 1-3 | 1-2 |
| San Giorgio 1926          | 2-4 | 7-1 | 2-2  | 4-1 | 5-1 | 1-1 | 2-0 | 3-3 |     | 1-1 | 0-5  | 0-3 | 2-0 | 1-1 | 1-4 | 0-1 |
| San Sebastiano            | 0-0 | 5-0 | 2-4  | 1-2 | 1-2 | 0-1 | 0-0 | 2-0 | 1-3 |     | 1-3  | 0-4 | 1-1 | 0-1 | 2-0 | 1-1 |
| Savoia                    | 3-1 | 5-1 | 2-2  | 3-1 | 1-0 | 4-0 | 5-1 | 1-0 | 4-1 | 8-1 |      | 2-1 | 4-0 | 1-0 | 4-0 | 1-0 |
| Stasia                    | 0-0 | 4-1 | 2-2  | 1-5 | 0-1 | 1-1 | 0-0 | 2-0 | 2-1 | 1-1 | 1-3  |     | 0-2 | 0-2 | 1-0 | 3-1 |
| Torrecuso                 | 1-1 | 4-0 | 0-3  | 1-0 | 1-0 | 1-0 | 2-0 | 1-0 | 3-0 | 3-0 | 2-2  | 0-1 |     | 0-1 | 2-0 | 0-3 |
| Virtus Carano             | 2-1 | 3-0 | 1-1  | 1-0 | 0-0 | 1-0 | 3-0 | 2-0 | 0-2 | 3-1 | 0-0  | 2-1 | 1-0 |     | 1-1 | 0-0 |
| Virtus Volla              | 1-2 | 3-1 | 0-5  | 1-2 | 0-0 | 0-0 | 1-1 | 3-0 | 2-2 | 2-3 | 0-1  | 0-0 | 1-1 | 0-3 |     | 0-0 |
| Vis San Nicola            | 4-0 | 8-0 | 1-3  | 1-0 | 1-0 | 0-3 | 1-1 | 0-0 | 3-1 | 4-1 | 0-2  | 3-2 | 2-2 | 0-0 | 1-3 |     |

### Spareggi

#### Play-off

##### Semifinali
| Squadra 1     | Risultato | Squadra 2                 |
| ------------- | --------- | ------------------------- |
| Gladiator     | -         | Torrecuso                 |
| Virtus Carano | 2 - 1     | Monte di Procida Cappella |

|  | Gladiator | – non disputata | Torrecuso |  |

| Cellole 13 maggio 2012 | Virtus Carano | 2 – 1 | Monte di Procida Cappella |  |

##### Finale
| Squadra 1 | Risultato | Squadra 2     |
| --------- | --------- | ------------- |
| Gladiator | 0 - 0     | Virtus Carano |

| Santa Maria Capua Vetere 20 maggio 2012 | Gladiator | 0 – 0 | Virtus Carano |  |

#### Play-out
| Squadra 1    | Risultato | Squadra 2 |
| ------------ | --------- | --------- |
| Virtus Volla | 3 - 2     | Quarto    |

| Volla 13 maggio 2012 | Virtus Volla | 3 – 2 | Quarto |  |

### Verdetti
- Savoia promosso in Serie D.
- Gladiator vince i play-off di girone, ma non i play-off nazionali; non iscritta alla stagione successiva.[4]
- San Sebastiano, G. Ferrini Benevento e, dopo i play-out, Quarto retrocesse in Promozione.

## Girone B

### Squadre partecipanti
| Club                 | Città                        | Stadio                            | Stagione 2010-2011                                 |
| -------------------- | ---------------------------- | --------------------------------- | -------------------------------------------------- |
| Agropoli             | Agropoli (SA)                | Stadio Raffaele Guariglia         | 15° in Eccellenza Campania/B                       |
| Calpazio             | Capaccio (SA)                | Stadio Tenente M. Vaudano         | 13° in Eccellenza Campania/B                       |
| Città de la Cava     | Cava de' Tirreni (SA)        | Stadio Simonetta Lamberti         | 9° in Eccellenza Campania/B (come Vis San Giorgio) |
| Città di Pompei      | Pompei (NA)                  | Stadio Vittorio Bellucci          | 2° in Promozione Campania/B                        |
| Due Principati       | Baronissi (SA)               | Stadio di Casignano (Pellezzano)  | 2° in Promozione Campania/D                        |
| Faiano               | Pontecagnano Faiano (SA)     | Stadio 23 giugno 1978             | 8° in Eccellenza Campania/B                        |
| Ippogrifo Sarno      | Sarno (SA)                   | Stadio Felice Squitieri           | 2° in Eccellenza Campania/B                        |
| Libertas Stabia      | Castellammare di Stabia (NA) | Stadio Romeo Menti                | 4° in Eccellenza Campania/A                        |
| Massa Lubrense       | Massa Lubrense (NA)          | Campo Sportivo Marcellino Cerulli | 6° in Promozione Campania/B                        |
| Mirabella Eclano     | Mirabella Eclano (AV)        | Stadio Nuovo Lando d'Elia         | 5° in Promozione Campania/C                        |
| Montecorvino Rovella | Montecorvino Rovella (SA)    | Stadio Dony Rocco (Campagna)      | 1° in Promozione Campania/D                        |
| Palmese              | Palma Campania (NA)          | Stadio Comunale di Palma Campania | 7° in Eccellenza Campania/B                        |
| Real Poseidon        | Angri (SA)                   | Stadio Pasquale Novi              | 12° in Eccellenza Campania/B                       |
| Sanseverinese        | Mercato San Severino (SA)    | Stadio Superga                    | 5° in Eccellenza Campania/B                        |
| Solofra              | Atripalda (AV)               | Stadio Valleverde                 | 11° in Eccellenza Campania/B                       |
| Sporting Salerno     | Scafati (SA)                 | Stadio 28 settembre 1943          | 6° in Eccellenza Campania/B                        |

### Classifica finale
|  | Pos. | Squadra              | Pt | G  | V  | N  | P  | GF | GS | DR  |
|  | ---- | -------------------- | -- | -- | -- | -- | -- | -- | -- | --- |
|  | 1.   | Agropoli             | 66 | 30 | 21 | 3  | 6  | 59 | 32 | +27 |
|  | 2.   | Montecorvino Rovella | 65 | 30 | 19 | 8  | 3  | 61 | 34 | +27 |
|  | 3.   | Città de la Cava     | 60 | 30 | 17 | 9  | 4  | 59 | 27 | +32 |
|  | 4.   | Palmese              | 56 | 30 | 16 | 8  | 6  | 47 | 30 | +17 |
|  | 5.   | Libertas Stabia      | 46 | 30 | 12 | 10 | 8  | 44 | 34 | +10 |
|  | 6.   | Città di Pompei      | 44 | 30 | 11 | 11 | 8  | 40 | 31 | +9  |
|  | 7.   | Sanseverinese        | 41 | 30 | 10 | 11 | 9  | 29 | 32 | -3  |
|  | 9.   | Mirabella Eclano     | 40 | 30 | 11 | 8  | 12 | 44 | 42 | +2  |
|  | 8.   | Calpazio             | 38 | 30 | 10 | 8  | 12 | 36 | 40 | -4  |
|  | 10.  | Sporting Salerno     | 35 | 30 | 8  | 11 | 11 | 36 | 37 | -1  |
|  | 11.  | Ippogrifo Sarno      | 35 | 30 | 9  | 8  | 13 | 45 | 49 | -4  |
|  | 12.  | Solofra              | 32 | 30 | 8  | 8  | 14 | 31 | 39 | -8  |
|  | 13.  | Massa Lubrense       | 30 | 30 | 6  | 12 | 12 | 28 | 35 | -7  |
|  | 14.  | Faiano               | 30 | 30 | 6  | 12 | 12 | 28 | 48 | -20 |
|  | 15.  | Real Poseidon        | 15 | 30 | 1  | 12 | 17 | 21 | 53 | -32 |
|  | 16.  | Due Principati       | 15 | 30 | 3  | 6  | 21 | 20 | 65 | -45 |

Legenda:

      Promosse in Serie D 2012-2013.

      Retrocesse in Promozione 2012-2013.

      Non iscritta alla stagione successiva.

Note:

Tre punti a vittoria, uno a pareggio, zero a sconfitta.

### Risultati

#### Tabellone
|                      | AGR | CAL | CIT | CIT | DUE | FAI | IPP | LIB | MAS | MIR | MON | PAL | REA | SAN | SOL | SPO |
| Agropoli             |     | 3-1 | 1-1 | 2-0 | 2-1 | 4-1 | 4-2 | 1-0 | 1-0 | 2-0 | 2-3 | 3-1 | 3-0 | 2-0 | 2-1 | 1-1 |
| Calpazio             | 1-0 |     | 2-2 | 2-1 | 2-0 | 1-2 | 0-0 | 2-1 | 0-0 | 0-1 | 1-2 | 0-1 | 2-1 | 0-1 | 2-1 | 1-2 |
| Città de la Cava     | 0-1 | 3-1 |     | 3-1 | 4-0 | 5-1 | 2-0 | 5-0 | 4-1 | 1-0 | 0-0 | 2-1 | 4-1 | 3-1 | 2-1 | 0-0 |
| Città di Pompei      | 3-0 | 4-1 | 1-1 |     | 3-0 | 0-0 | 1-0 | 1-1 | 0-1 | 1-1 | 2-3 | 1-1 | 2-0 | 0-0 | 3-1 | 2-0 |
| Due Principati       | 1-3 | 0-2 | 1-4 | 0-1 |     | 0-3 | 2-0 | 0-5 | 1-1 | 1-2 | 0-4 | 1-0 | 1-1 | 0-1 | 1-1 | 0-3 |
| Faiano               | 2-3 | 0-3 | 0-0 | 0-1 | 0-0 |     | 2-2 | 1-1 | 2-1 | 0-2 | 2-2 | 2-1 | 1-1 | 1-1 | 0-1 | 2-1 |
| Ippogrifo Sarno      | 2-1 | 0-1 | 1-1 | 3-1 | 1-3 | 6-0 |     | 0-0 | 1-0 | 1-0 | 1-1 | 2-6 | 3-2 | 5-0 | 2-2 | 2-3 |
| Libertas Stabia      | 2-3 | 4-0 | 1-0 | 0-1 | 1-0 | 2-0 | 2-2 |     | 2-0 | 3-3 | 2-1 | 1-2 | 1-0 | 2-1 | 1-0 | 1-2 |
| Massa Lubrense       | 1-1 | 0-0 | 1-1 | 2-2 | 2-1 | 3-1 | 3-0 | 1-3 |     | 0-0 | 2-2 | 1-2 | 1-1 | 1-2 | 0-0 | 1-2 |
| Mirabella Eclano     | 0-2 | 2-1 | 1-2 | 3-2 | 6-2 | 1-1 | 4-3 | 1-1 | 2-3 |     | 1-2 | 1-3 | 4-0 | 1-0 | 2-1 | 1-1 |
| Montecorvino Rovella | 2-5 | 3-3 | 3-0 | 3-4 | 3-1 | 1-0 | 1-0 | 2-0 | 0-0 | 2-1 |     | 3-1 | 2-0 | 3-1 | 4-1 | 2-1 |
| Palmese              | 2-0 | 1-1 | 1-1 | 2-1 | 2-1 | 0-0 | 0-1 | 3-3 | 1-0 | 1-0 | 2-2 |     | 4-2 | 1-0 | 3-0 | 0-0 |
| Real Poseidon        | 0-2 | 0-0 | 1-3 | 1-1 | 0-0 | 1-1 | 2-2 | 0-0 | 0-2 | 1-3 | 0-1 | 0-1 |     | 0-2 | 1-1 | 1-0 |
| Sanseverinese        | 1-0 | 1-1 | 4-1 | 0-0 | 2-0 | 1-1 | 0-3 | 0-0 | 0-0 | 0-0 | 1-3 | 1-1 | 0-0 |     | 2-1 | 2-0 |
| Solofra              | 2-3 | 1-0 | 0-2 | 0-0 | 5-1 | 3-1 | 1-0 | 1-3 | 1-0 | 2-1 | 0-1 | 0-1 | 2-0 | 1-1 |     | 0-0 |
| Sporting Salerno     | 1-2 | 3-5 | 0-2 | 0-0 | 1-1 | 0-1 | 4-0 | 1-1 | 2-0 | 3-0 | 0-0 | 0-2 | 4-4 | 1-3 | 0-0 |     |

### Spareggi

#### Play-off

##### Semifinali
| Squadra 1            | Risultato | Squadra 2       |
| -------------------- | --------- | --------------- |
| Montecorvino Rovella | -         | Libertas Stabia |
| Città de la Cava     | 1 - 0     | Palmese         |

| 13 maggio 2012 | Montecorvino Rovella | – non disputata | Libertas Stabia |  |

| Cava de' Tirreni 13 maggio 2012 | Città de la Cava | 1 – 0 | Palmese |  |

##### Finale
| Squadra 1            | Risultato | Squadra 2        |
| -------------------- | --------- | ---------------- |
| Montecorvino Rovella | 2 - 3     | Città de la Cava |

| Campagna 21 maggio 2012 | Montecorvino Rovella | 2 – 3 | Città de la Cava |  |

#### Play-out
| Squadra 1      | Risultato | Squadra 2 |
| -------------- | --------- | --------- |
| Massa Lubrense | 3 - 0     | Faiano    |

| Massa Lubrense 13 maggio 2012 | Massa Lubrense | 3 – 0 | Faiano |  |

### Verdetti
- Agropoli e, dopo i play-off nazionali, Città de la Cava promosse in Serie D.
- Real Poseidon, Due Principati e, dopo i play-out, Faiano retrocesse in Promozione.
- Sanseverinese non iscritta alla stagione successiva.